# Anyphaena gertschi
Anyphaena gertschi là một loài nhện trong họ Anyphaenidae.
Loài này thuộc chi Anyphaena. Anyphaena gertschi được Norman I. Platnick miêu tả năm 1974.